# Spongiocarpella
Spongiocarpella là một chi thực vật có hoa thuộc họ Fabaceae. Nó thuộc phân họ Faboideae.

## Danh sách loài
- Spongiocarpella grubovii
- Spongiocarpella intermedia
- Spongiocarpella nubigena
- Spongiocarpella paucifoliolata
- Spongiocarpella polystichoides
- Spongiocarpella potaninii
- Spongiocarpella purpurea
- Spongiocarpella spinosa
- Spongiocarpella yunnanensis